# Ryuji Shimoshi
Ryuji Shimoshi (下司 隆士 Shimoshi Ryuji?), född 24 juli 1985 i Ehime prefektur, är en japansk före detta fotbollsspelare.
Shimoshi började sin karriär 2004 i Sagan Tosu. Han spelade 30 ligamatcher för klubben. 2006 flyttade han till Shizuoka FC. Han avslutade karriären 2007.